# Lepadella vitrea
Lepadella vitrea is een raderdiertjessoort uit de familie Lepadellidae. De wetenschappelijke naam van deze soort is voor het eerst geldig gepubliceerd in 1911 door Shephard.